# USS Spruance (DDG-111)
USS Spruance (DDG-111) – amerykański niszczyciel rakietowy typu Arleigh Burke, który w momencie wejścia do służby w United States Navy był 61 jednostką tego typu. 
Okręt jako druga jednostka w historii US Navy został nazwany imieniem admirała Raymonda Spruance, który przyczynił się do sukcesu Amerykanów w bitwie pod Midway.

## Historia
Stępkę pod budowę okrętu położono w stoczni Bath Iron Works w Bath (stan Maine) 14 maja 2009 roku. Wodowanie miało miejsce 6 czerwca 2010 roku. Oddanie okrętu do służby nastąpiło 1 października 2011 roku.

## Opis
Okręt wyposażono w najnowszy system zarządzania i zobrazowania danych Gigabit Ethernet Data Multiplex System GEDMS opracowany przez Boeinga, który pozwala na efektywniejsze wykorzystanie właściwości jednostek Flight IIA. Całkowity koszt budowy okrętu wynosi około miliarda dolarów.